# Vicia mucronata
Vicia mucronata là một loài thực vật có hoa trong họ Đậu. Loài này được Clos miêu tả khoa học đầu tiên năm 1847.